# Suzuki Yoshitake
Suzuki Yoshitake (鈴木 喜丈 Suzuki Yoshitake, sinh ngày 6 tháng 7 năm 1998) là một cầu thủ bóng đá người Nhật Bản. Anh thi đấu cho FC Tokyo.

## Sự nghiệp
Suzuki Yoshitake gia nhập FC Tokyo năm 2016. Ngày 13 tháng 3 năm anh ra mắt ở J3 League (v SC Sagamihara).